# High Resolution Stereo Camera
El High Resolution Stereo Camera (HRSC) és una càmera experimental de la Mars Express. També es va desenvolupar una versió de la Terra anomenada HRSC-AX, ja que era una versió per la Mars 96. Consta de quatre parts principals: el capçal de la càmera, el canal de súper resolució, l'instrument de frames i la unitat digital. A una altitud de 250 km de Mart, el SRC pot produir imatges de 2,3 metres/píxel, de 2,35 km quadrats de terreny marcià. Disposa de 9 altres canals i es poden produir models digitals del terreny.